# Liste der Äbte von Weißenau

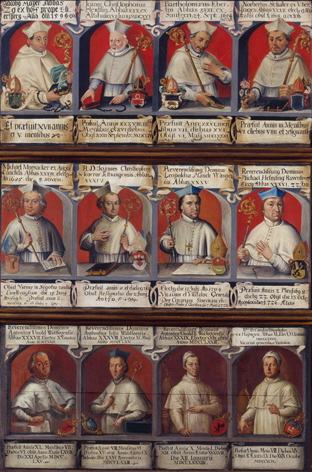
Eine von vier Äbtetafeln aus Kloster Weißenau

Pröpste und Äbte des Klosters Weißenau bei Ravensburg in Oberschwaben von der Gründung im 12. Jahrhundert bis zur Auflösung 1802/03. Die Äbte der Reichsabtei Weißenau waren als Reichsprälaten Mitglieder des Schwäbischen Reichsprälatenkollegiums des Heiligen Römischen Reichs.
Die Liste zeigt unter anderem die Porträts auf den seit etwa 1600 bis 1800 entstandenen vier Äbtetafeln, die heute im Landesmuseum Württemberg verwahrt (aber bis auf die vierte Tafel nicht gezeigt) werden. Bis mindestens ins 15. Jahrhundert sind diese Bildnisse Ideal- bzw. Phantasieportraits.

## Pröpste
| Nr. | Name                | Amtszeit  | Porträt | Porträt Äbtetafel (um 1600) | Bemerkung                                  | Commons |
| --- | ------------------- | --------- | ------- | --------------------------- | ------------------------------------------ | ------- |
| 1   | Wernher             | 1145–?    |         |                             |                                            |         |
| 2   | Hermann I.          | ?–1175    |         |                             |                                            | Commons |
| 3   | Ortolf I.           | 1175–1180 |         |                             | zurückgetreten                             |         |
| 4   | Albert              | 1180–1183 |         |                             | zurückgetreten                             |         |
| 5   | Ulrich I. von Tanne | 1183–1191 |         |                             |                                            | Commons |
| 6   | Ortolf II.          | 1191–1203 |         |                             | laut Rief 1895 identisch mit Ortolf I.     |         |
| 7   | Konrad I.           | 1203–1217 |         |                             | später Abt in Valsecret, danach Generalabt |         |
| 8   | Ulrich II.          | 1217–1237 |         |                             | zurückgetreten                             |         |
| 9   | Herrmann II.        | 1237–1257 |         |                             |                                            |         |

## Äbte (ab 1257)
| Nr. | Name                         | Amtszeit  | Herkunftsort         | Geboren   | Gestorben | Porträt | Porträt Äbtetafel (um 1600–1800) | Wappen | Bemerkung | Commons |
| --- | ---------------------------- | --------- | -------------------- | --------- | --------- | ------- | -------------------------------- | ------ | --- | ------- |
| 1   | Heinrich I.                  | 1257–1266 |                      |           |           |         |                                  |        | |         |
| 2   | Herrmann III.                | 1266–1270 |                      |           |           |         |                                  |        | |         |
| 3   | Heinrich II.                 | 1270–1279 |                      |           |           |         |                                  |        | |         |
| 4   | Heinrich III. von Ankenreute | 1279–1284 |                      |           |           |         |                                  |        | |         |
| 5   | Heinrich IV.                 | 1284–1294 |                      |           |           |         |                                  |        | |         |
| 6   | Rudolf I.                    | 1294–1297 |                      |           |           |         |                                  |        | |         |
| 7   | Johannes I.                  | 1297–1303 |                      |           |           |         |                                  |        | |         |
| 8   | Wernher II.                  | 1303–1308 |                      |           |           |         |                                  |        | |         |
| 9   | Johannes II.                 | 1309–1348 |                      |           |           |         |                                  |        | |         |
| 10  | Burkard Holbein              | 1348–1359 | Ravensburg           |           |           |         |                                  |        | |         |
| 11  | Heinrich V.                  | 1359–1367 |                      |           |           |         |                                  |        | |         |
| 12  | Wernher III. Ruch            | 1367–1391 | Konstanz             |           |           |         |                                  |        | |         |
| 13  | Rudolf II. von Küpfenberg    | 1391–1396 |                      |           |           |         |                                  |        | abgesetzt und später von einem Koch erschlagen |         |
| 14  | Gerung                       | 1396–1423 |                      |           | 1423      |         |                                  |        | vorher Propst von Kloster Churwalden |         |
| 15  | Johannes III. Fuchs          | 1423–1470 | Markdorf             |           | 1470      |         |                                  |        | |         |
| 16  | Nikolaus Hüglin              | 1470–1474 | Buchhorn             |           | 1474      |         |                                  |        | |         |
| 17  | Johannes IV. Schütz          | 1474–1483 | Altdorf              |           | 1483      |         |                                  |        | |         |
| 18  | Johannes V. Gäßler           | 1483–1495 | Ravensburg           |           | 1499      |         |                                  |        | zurückgetreten |         |
| 19  | Johannes VI. Mayer (Maiger)  | 1495–1523 | Ummendorf            | 1437      | 1523      |         |                                  |        | | Commons |
| 20  | Jacob I. Murer               | 1523–1533 | Konstanz             | um 1460   | 1533      |         |                                  |        | andere Version des Wappens aus dem Privilegienkodex Weißenau                                                                                               | Commons |
| 21  | Ulrich III. Sattler          | 1533–1549 | Ravensburg           |           | 1553      |         |                                  |        | zurückgetreten |         |
| 22  | Andreas Rietmann             | 1549–1557 | Ulm                  |           | 1557      |         |                                  |        | |         |
| 23  | Jacob II. Häblin             | 1557–1563 | Markdorf             |           | 1563      |         |                                  |        | |         |
| 24  | Michael I. Hablitzel         | 1563–1575 | Ravensburg           |           | 1575      |         |                                  |        | |         |
| 25  | Martin Schroff               | 1575–1577 | Pfullendorf          | um 1531   | 1577      |         |                                  |        | |         |
| 26  | Leonhard Sauter              | 1577–1582 | Brochenzell          |           | 1584      |         |                                  |        | zurückgetreten |         |
| 27  | Matthias Insenbach           | 1582–1595 | Ravensburg           |           | 1595      |         |                                  |        | |         |
| 28  | Christian Hablitzel          | 1595–1599 | Ravensburg           |           |           |         |                                  |        | | Commons |
| 29  | Jacob III. Mayer             | 1599–1616 | Unterhof bei Amtzell |           | 1616      |         |                                  |        | |         |
| 30  | Johann Christoph I. Härtlin  | 1616–1654 | Altshausen           |           | 1654      |         |                                  |        | Vollversion des Wappens | Commons |
| 31  | Bartholomäus Eberlin         | 1654–1681 | Saulgau              | 1606/1607 | 1681      |         |                                  |        | verschiedentlich wird 1644 als Beginn der Amtszeit angegeben, wohl aufgrund eines Fehlers bei Rief (bei dem die Abschnitte 30 und 31 widersprüchlich sind) |         |
| 32  | Norbert Schaller             | 1681–1684 | Überlingen           |           | 1688      |         |                                  |        | zurückgetreten |         |
| 33  | Michael II. Musacker         | 1684–1696 | Lachen bei Weißenau  |           | 1696      |         |                                  |        | |         |
| 34  | Johann Christoph II. Korros  | 1696–1708 | Tettnang             |           | 1708      |         |                                  |        | |         |
| 35  | Leopold Mauch                | 1708–1722 | Wangen               |           | 1722      |         |                                  |        | | Commons |
| 36  | Michael III. Helmling        | 1722–1724 | Ravensburg           | 1675      | 1724      |         |                                  |        | |         |
| 37  | Anton I. Unold               | 1724–1765 | Höll bei Wolfegg     | 1697      | 1765      |         |                                  |        | | Commons |
| 38  | Ambrosius John               | 1765–1773 | Waldsee              | 1714      | 1773      |         |                                  |        | | Commons |
| 39  | Anton II. Unold              | 1773–1784 | Wolfegg              | 1736      | 1784      |         |                                  |        | Neffe des Anton I. Unold | Commons |
| 40  | Karl Ummenhofer              | 1784–1794 | Hayingen             |           | 1794      |         |                                  |        | | Commons |
| 41  | Bonaventura Brem             | 1794–1803 | Kaufbeuren           | 1755      | 1818      |         | existiert nicht                  |        | | Commons |